# Прогрес МС-04
Прогрес МС-04 (рос. Прогресс МС-04, за класифікацією НАСА — «Progress 65») — транспортний вантажний космічний корабель серії «Прогрес», що стартував до Міжнародної космічної станції (МКС) 1 грудня 2016 року. Корабель було втрачено невдовзі після запуску. Корабель було застраховано на суму близько 2,5 млрд рублів.

## Запуск
Космічний корабель було запущено 1 грудня 2016 року з космодрому «Байконур» з майданчика № 31 за допомогою ракети-носія Союз-У.
Прогрес МС-04 держкорпорація Роскосмос запустила для доставки вантажів до Міжнародної космічної станції. Однак корабель зазнав катастрофи. До 382 секунди політ ракети-носія проходив штатно. Після 382 секунди польоту прийом телеметричної інформації припинився. Штатні засоби контролю не зафіксували функціонування корабля на розрахунковій орбіті. Втрата ТГК сталася на висоті близько 190 км над важкодоступною безлюдною гористою територією республіки Тива, і більшість фрагментів згоріли в щільних шарах атмосфери. Повідомлено, що нештатна ситуація сталася на етапі роботи двигуна третьої ступені РД-0110 виробництва воронезького конструкторського бюро Хімавтоматика.

## Стикування
Стикування з МКС було заплановано на 3 грудня 2016 року о 16:43 (UTC) до стикувального вузла «Звезда» МКС.

## Технічні характеристики
Маса корабля на момент старту — 7285 кг, паливо в комбінованій паливній установці — 880 кг.

## Корисне навантаження
Вантажний корабель повинен був доставити до МКС 2442 кг вантажу та обладнання, у тому числі посилки для екіпажу МКС-50, продукти харчування — свіжі яблука, грейпфрути, апельсини, приправи, 710 кг палива, 52 кг кисню і повітря, 420 кг води, та інше обладнання, необхідне для забезпечення функціонування станції та існування екіпажу. Серед обладнання на борту були: оранжерея «Лада-2» для вирощування солодкого перцю, пшениці й салату, перший екземпляр скафандра нового покоління «Орлан-МКС», система регенерації води та сечі «СРВ-У-РС» для установки в російському модулі «Рассвєт», а також обладнання експерименту «Пробіовіт» для приготування кисломолочних продуктів на борту МКС.

## Наслідки аварії
Представники «Роскосмоса» повідомили, що втрата вантажного корабля не вплине на нормальне функціонування систем МКС та життєдіяльність екіпажу станції.
Загалом після аварії експерти висловили припущення, що Росія може залишитись без засобів доставки вантажів у космос.

## Галерея

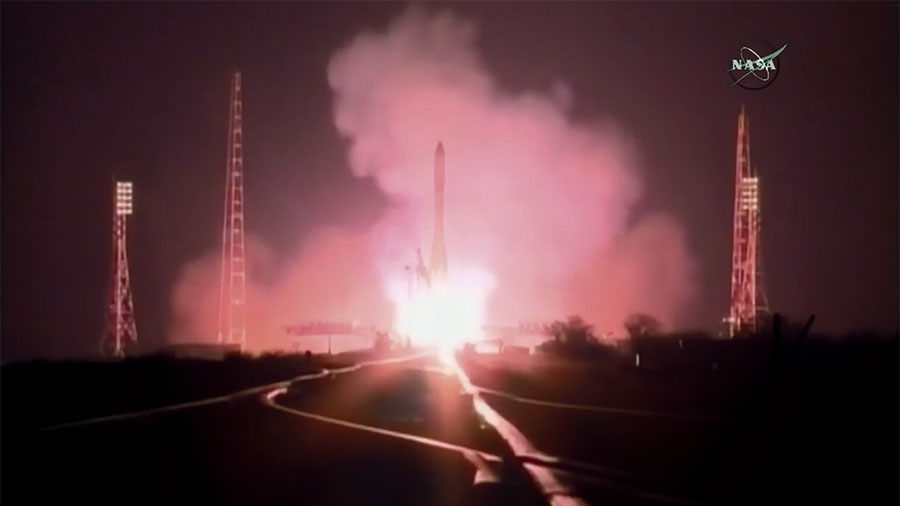
Запуск корабля